# كيت تروتر
كيت تروتر هي ممثلة كندية، ولدت في 5 فبراير 1953 في تورونتو في كندا.

## أعمال

### أفلام
- خارج الحدود[5]

## وصلات خارجية
- كيت تروتر على موقع IMDb (الإنجليزية)
- كيت تروتر على موقع ألو سيني (الفرنسية)
- كيت تروتر على موقع أول موفي (الإنجليزية)
- كيت تروتر على موقع قاعدة بيانات الأفلام السويدية (السويدية)
- كيت تروتر على موقع قاعدة بيانات الفيلم (الإنجليزية)
- كيت تروتر على موقع كينوبويسك (الروسية)